# Anna Ella Carroll
Anna Ella Carroll (Pocomoke City, condado de Somerset, Estados Unidos, 29 de agosto de 1815 - Washington D. C., 19 de febrero de 1894) fue una panfletista, política y teórica constitucional que afirmó haber jugado un papel en la determinación de  estrategia de la Unión durante la Guerra Civil de los Estados Unidos (1861-65).

## Vida
Anna Ella Carrol fue la mayor de ocho hijos. Nacida en agosto de 1815 en la costa oriental de Maryland, fue hija de Thomas King Carroll, un personaje influyente de Maryland y que llegó a ser gobernador entre 1830 y 1831. Desde muy joven, Carroll se involucró con las actividades políticas y legales de su padre. Educada y orientada por su padre, gradualmente ganó la entrada en el mundo masculino de la política. Durante una época en que no se esperaba que las mujeres hicieran más que escribir sobre política y guerra, Carroll se hizo activa en el partido Whig de los Estados Unidos. A través de su relación con el presidente Taylor y posteriormente el presidente Fillmore, Carroll mantuvo su participación en el desarrollo del partido. Escribió cartas a los oficiales del partido para influir en las decisiones políticas.
Anna Ella Carroll murió de la enfermedad de Bright, una dolencia renal, el 19 de febrero de 1894. Está enterrada en Old Trinity Church, cerca de Church Creek (Maryland), junto a sus padres y otros miembros de su familia. El epitafio en su tumba dice: «Una mujer rara vez dotada, una escritora capaz y consumada».

## Evaluación posterior
En el siglo XX, Carroll fue aclamada como una heroína feminista cuyas contribuciones fueron negadas debido a su sexo. Algunos eruditos, sin embargo, han intentado desacreditar su historia, argumentando que ella era más una «implacable auto promotora» que la «mujer que salvó a la Unión», como la llamaban los novelistas, dramaturgos y sufragistas. Carroll había condenado la Proclamación de Emancipación y recomendado la colonización de los negros. Sin embargo, una investigación publicada en 2004 reveló nuevas fuentes, principalmente historias políticas de Maryland y registros de la administración de Lincoln, que analizan el partido Maryland Know Nothing en una nueva luz progresiva. Estos materiales en general apoyan —(pero a la vez disminuyen un poco— el papel de Carroll en la campaña del río Tennessee.